# Der Westen leuchtet!
Der Westen leuchtet! ist ein deutscher Spielfilm aus dem Jahre 1982.

## Handlung
„Karl“ ist ein Spion. Er arbeitet für das Ministerium für Staatssicherheit der DDR. Sein neuer Auftrag lautet: Abklärung einer Informationsquelle mit dem Decknamen „Heinz“. Dieser steht unter Verdacht, ein Doppelspion zu sein. Als Harald Liebe, mit einer neuen Identität ausgestattet, reist „Karl“ in die Bundesrepublik ein. Bereits das erste Treffen in München verläuft anders als geplant. Der Informant „Heinz“ ist nämlich eine Frau. Dagmar Ostfeld ist die Witwe eines Industriellen aus der Rüstungsindustrie. Mit dem Firmenjet ist der Chef der MMU-Entwicklungsabteilung unter mysteriösen Umständen tödlich abgestürzt. Dagmar Ostfeld ist fest davon überzeugt, dass ihr Mann Opfer des westdeutschen Geheimdienstes geworden ist. Obwohl sie von den Interessen der DDR wenig hält, nimmt sie das Angebot des Staatssicherheitsdienstes zur  Zusammenarbeit an. Denn nun kann sie auf sehr wirkungsvolle Weise Vergeltung üben. Der weiterhin bei der MMU arbeitenden Chefsekretärin gehen nämlich regelmäßig geheime Dokumente über den Tisch. Es ist fast schon Routine geworden, dass sie ebenso regelmäßig Kopien davon auf konspirativen Wegen nach Ost-Berlin leitet.
Aber mit Harald Liebe tritt unvorhergesehen ein ganz anderer Partner auf den Plan. Das  streng professionelle gegenseitige Misstrauen schwindet zunehmend. Und bald können sie der  gegenseitigen Anziehung nicht mehr widerstehen. Dagmar Ostfeld ist sehr attraktiv. Und sie kann es sich leisten, ihr Leben vor dem luxuriösen Hintergrund einer verschwenderischen westlichen Konsumwelt zu gestalten. Zusammen mit ihrer Tochter Ina bewohnt sie nicht nur eine stilvolle Villa, beide scheinen die ideale Besetzung in einer Inszenierung zu sein, die vom Untergang des Kapitalismus handelt.
Trotzdem oder gerade deswegen gerät der Kundschafter aus dem Osten immer tiefer in einen geradezu labyrinthischen Hinterhalt. Wie geblendet verliert er mehr und mehr seinen eigentlichen Auftrag aus dem Blick. Die Geheimdienste sind alarmiert.

## Kritiken
„„Der Westen leuchtet!“ ist ein Film über die Suggestion des falschen Lichts und der unechten Farben. Für den Mann aus dem Osten erweisen sich das unglaubliche Rot eines italienischen Sportwagens (Alfa Romeo) und das starke Grün einer französischen Champagnerflasche (Dom Perignon) als mindestens so verwirrend wie die Ranke seiner Profession. Er wird in einen Werbefilm gezogen... So weiß man am Ende nicht mehr, wo die Reklame aufhört und die Leidenschaft anfängt. Die bunte Spielfläche zeigt winzige Risse. Man muß genau hinschauen. Bei Schilling lohnt sich ein zweiter Blick. Bei diesem Film, seinem besten bislang, gewiß auch ein dritter.“

„Die Geschichte eines Agenten des Staatssicherheitsdienstes der DDR, der während eines Auftrages im verführerischen Westen von äußerem Glanz und Luxus geblendet wird und erst im letzten Moment die wirklichen Lebenszusammenhänge durchschaut. Unaufdringlich und leise zeichnet der Film ein Abbild dieser Wohlstandsgesellschaft; hinter der Oberfläche der „glatten“ Geschichte offenbaren sich vielschichtige Zusammenhänge eines durch Zeichen und Symbole eingeengten Alltags.“

## Auszeichnungen
Der Film wurde als Wettbewerbsbeitrag des World Film Festivals von Montreal 1982 uraufgeführt. Kameramann Wolfgang Dickmann erhielt den Deutschen Filmpreis 1982 in Silber.